# Minna Bollmann
Pour les articles homonymes, voir Bollmann.
Minna Bollmann, née le 31 janvier 1876 à Halberstadt et morte le 9 décembre 1935), est une femme politique allemande, membre du Parti social-démocrate d'Allemagne et s'implique dès le début dans la défense des droits des femmes. Elle est une des 37 premières femmes élues à l'Assemblée nationale de Weimar. En 1935, elle se suicide pour échapper à l'arrestation par la Gestapo.

## Biographie

### Jeunesse
Minna Zacharias est née le 31 janvier 1876 à Halberstadt dans une famille pauvre. Son père, le maître tailleur August Zacharias participe à la fondation du Parti social-démocrate (SPD) à Halberstadt,,.
Après l'école, elle fait un apprentissage de couturière de 1890 à 1892 puis travaille comme couturière à Berlin jusqu'à son mariage avec l'aubergiste Max Bollmann (-1925) en 1896. Le couple gère alors le restaurant de Johanna Bollman, la mère de Max Bollmann. Le restaurant abrite déjà régulièrement des réunions du Parti social-démocrate, même après la promulgation des lois antisocialistes en 1878,.
À partir de 1901, Minna Bollmann dirige l'association d'éducation des femmes de Halberstadt (l'association compte près de 2 000 membres) grâce à ses compétences organisationnelles. L'association est transférée aux organisations sociales-démocrates en 1908.

### Le Parti social-démocrate
Minna Bollmann rejoint le Parti social-démocrate en 1904. Elle s'implique dans la lutte pour les droits politiques et sociaux des femmes. Grâce à ses talents oratoire et politique, elle devient une oratrice de la social-démocratie avant même la Première Guerre mondiale,,.
Dès 1904, Minna Bollmann participe comme déléguée, en 1904 à la conférence du parti de Brême de la social-démocratie allemande et, en 1907, elle est déléguée à la première Conférence internationale des femmes socialistes (de) à Stuttgart,.
Pendant la Première Guerre mondiale, elle travaille comme infirmière pour le bien-être de guerre et aux soins de l'organisation de bien-être social pour les femmes impliquées dans la guerre, les veuves et les orphelins.
Lors des affrontements de la Révolution de novembre 1918-1919, elle se range du côté de la social-démocratie majoritaire qui se prononce contre l'instauration d'une république soviétique.

### Mandats électifs
En 1918, les femmes allemandes obtiennent le droit de vote, passif et actif. Minna Bollmann devient alors une des premières femmes allemandes à occuper des fonctions électives.
Minna Bollmann est membre de l'Assemblée nationale de Weimar de 1919 à 1920. Cela fait d'elle l'une des premières femmes à siéger au parlement national allemand,. Cependant, elle perd son siège au parlement lors des élections du Reichstag de 1920, mais est élue au Landtag de Prusse en 1921 puis réélue. Elle est réélue à trois reprises, en 1924, 1928 et 1932,.
De 1919 à 1933, elle est membre du conseil municipal de Halberstadt. Elle est également membre de l'exécutif du district et, entre 1919 et 1922, également du comité central du SPD.

### Nazisme
Après le début du régime national-socialiste, le mouvement social-démocrate est interdit en Allemagne. Minna Bollmann perd son siège au Landtag de Prusse et le restaurant des Bollmann redevient un lieu de rencontre illégal pour les sociaux-démocrates et fait l'objet d'une surveillance étroite par la Gestapo à partir de 1935. Symbole de la résistance, une photo d'August Bebel, cofondateur du SPD, reste accrochée dans la salle à manger,,.
Minna Bollmann est très affectée par les récits sur les tortures et les meurtres de ses camarades et craint pour sa propre vie en raison de son engagement politique. Son domicile est d'ailleurs perquisitionné et elle est interrogée à plusieurs reprises par des agents de la Gestapo,.
Dénoncée, elle échappe à l'arrestation en se pendant dans son grenier dans la nuit du 9 décembre 1935,.
Ses funérailles, auxquelles assistent des centaines de sociaux-démocrates locaux et d'amis, se transforment en une manifestation silencieuse contre le régime. Minna Bollmann est enterrée au cimetière municipal de Halberstadt,.
La Gestapo arrête et fait condamner de nombreuses personnes qui assistent aux funérailles. Parmi elles se trouve son fils Otto Bollmann (1897–1951). Onze habitants de Halberstad, dont quatre femmes sont jugés en février 1937 par le Kammergericht de Berlin. Otto Bollmann est condamné à 18 mois de prison mais reste emprisonné au Camp de concentration d'Oranienbourg-Sachsenhausen jusqu'en 1942,,. Après la guerre, il participe à la refondation du Parti social-démocrate. Il est arrêté par les dirigeants communistes en 1950 et choisit, comme sa mère, le suicide, pour échapper au tourment d'un long emprisonnement,,. Une autre source indique qu'il meurt de la suite des mauvais traitements subis durant sa détention à Sachsenhausen.

## Reconnaissance
Une rue de Halberstadt porte le nom de Minna Bollmann et le SPD local décerne un prix qui porte son nom. Une plaque l'honorant en tant que «victime du fascisme» est placée devant sa tombe.

## Sources et références
- (de) Cet article est partiellement ou en totalité issu de l’article de Wikipédia en allemand intitulé « Minna Bollmann » (voir la liste des auteurs).

1. 1 2 3 4 5 6 7  « Bollmann, Minna (1876–1935) | Encyclopedia.com », sur www.encyclopedia.com (consulté le 18 mai 2022)
2. 1 2 3 4 5 6 7 8  (de) « Minna-Bollmann-Preis » (consulté le 18 mai 2022)
3. ↑  (de) « Großvater Gustav war ein Freund der Familie Bollmann », sur www.volksstimme.de (consulté le 18 mai 2022)
4. 1 2 3 4 5 6 7  (de) Landtag Sachsen-Anhalt, VER|FOLGT - Abgeordnete aus der Region des heutigen Sachsen-Anhalt, die Opfer der
nationalsozialistischen Diktatur von 1933 bis 1945 in Deutschland wurden. Eine Dokumentation im Rahmen des Projekts GE|DENKEN, Landtag von Sachsen-Anhalt, 2020, 152 p. (lire en ligne), p. 24-25
5. 1 2 3  (de) « Die ersten Politikerinnen der Weimarer Nationalversammlung », sur frauenwahllokal.com, 31 octobre 2018 (consulté le 18 mai 2022)
6. 1 2 3 4 5  (de) Historische Kommission des SPD Landesverbandes Sachsen Anhalt, 1863-2003: 140 Jahre SPD - Beiträge zur Geschichte der Sozial-Demokratie in Sachsen-Anhalt. Heft 1, 63 p. (lire en ligne), p. 21-22
7. 1 2 3 4 5 6  (de) Sabine Seifert, « Traditionspflege in Halberstadt: Minnas Grab », Die Tageszeitung: taz,‎ 9 décembre 2013 (ISSN 0931-9085, lire en ligne, consulté le 18 mai 2022)